# Важка нафта
Важка нафта (рос. тяжелая нефть; англ. heavy (low-gravity, black) oil; нім. Schweröl) — нафта з високою в'язкістю та густиною (понад 885 кг/м³ при 20 °C). Характерна підвищеним вмістом асфальтено-смолистих речовин, переважанням у її складі циклічних вуглеводнів та низьким вмістом легкокиплячих фракцій. Часто включає вуглеводневі сполуки, які містять сірку, кисень, азот, а також сполуки металів (в основному ванадію, нікелю, заліза, хрому). Температура кипіння важкої нафти іноді перевищує 200 °C. Важка нафта залягає в пісковиках, карбонатних або теригенних колекторах.

## Термінологія
Поняття «важка нафта» не має однозначного визначення. У різних країнах до цiєї групи входять нафти, що характеризуються різною густиною і в'язкістю. До важкої нафти відносяться арабська нафта густиною 0,8927 г/см3 та іранська нафта густиною 0,8703 г/см3. У Канаді термін «важка нафта» вживається звичайно для позначення малорухомої і в'язкої нафти густиною понад 0,934 г/см3.
У 1987 році на XII Світовому нафтовому конгресі в м. Г'юстон була прийнята загальна схема класифікації нафт і природних бітумів:
- легкі нафти — з густиною менше 870,3 кг / м ³;
- середні нафти — 870,3-920,0 кг / м ³;
- важкі нафти — 920,0-1000 кг / м ³;
- надважкі нафти — більше 1000 кг / м ³ при в'язкості менш 10 000 мПа • с;
- природні бітуми — більше 1000 кг / м ³ при в'язкості понад 10 000 мПа • с.
За даними експертів, світові запаси важкої нафти станом на початок ХХІ ст. становлять понад 
810 млрд тонн.

## Розробка родовищ
Розробка покладів аномально в'язких нафт ускладнюється утворенням застійних зон, нафтовіддача при традиційних способах розробки низька, витіснення нафти водою призводить до швидкого обводнення видобувних свердловин. Підвищення нафтовилучення покладів аномально в'язких нафт досягається термічним впливом на пласт шляхом закачування розчинників, вуглекислоти, полімерних розчинів, створенням підвищених градієнтів тиску, вирівнюванням профілів приймальності. Для неглибоких покладів можуть бути застосовані кар'єрний, шахтний і шахтно-свердловинний способи розробки. Для транспортування трубопроводами аномально в'язких нафт їх підігрівають на проміжних перекачувальних станціях, а також у нафту уводять диспергатори парафіну.
У надрах Землі залягають величезні запаси важкої або, як її ще називають, бітумної нафти, що обумовлює перспективи її майбутнього широкого видобування.
До родовищ із високов'язкими нафтами в Україні, зокрема, належать Яблунівське, Бугруватівське східного нафтогазоносного регіону, Коханівське західного нафтогазоносного регіону.